# زیاتین
زیاتین (به انگلیسی: Zeatin) با فرمول شیمیایی C۱۰H۱۳N۵O یک باز پورین با شناسهٔ پاب‌کم ۴۴۹۰۹۳، جرم مولی ۲۱۹٫۲۴۳۱۲ و از مشتقات آدنین است. زیاتین یکی از فعال‌ترین سیتوکینین‌های شناخته شده‌است که دارای اثرات مختلفی است که مهم‌ترین آن تحریک تقسیم سلولی است. سیتوکینین‌ها به‌طور عمده در مریستم‌های انتهایی ریشه، گل‌آذین‌ها و میوه‌های در حال رشد ساخته می‌شوند.